# The Strip
The Strip ist eine australische Fernsehserie, die am 4. September 2008 ihre Premiere beim Sender Nine Network feierte. 
Die Serie besteht aus 13 Folgen in einer Staffel, da der ausstrahlende Sender aufgrund schwacher Quoten, von einer Fortsetzung absah.
Zu einer deutschsprachig synchronisierten Ausstrahlung kam es ab 8. November 2010 im Nachtprogramm des Senders VOX, da die RTL Group sich zu einer Ausstrahlung verpflichtete, nach Absetzung im australischen Fernsehen, jedoch zur damaligen Zeit keine Verwendung für eine Serie mit nur 13 Folgen sah.

## Zusammenfassung
Die Serie erinnert in ihrer Machart extrem stark an die US-amerikanische Fernsehserie CSI: Miami. Nicht nur, dass die in der australischen Stadt Gold Coast spielende Serie, in ähnlichem Stile gedreht wurde, wie das US-Pendant, auch fahren die Ermittler der Polizei, hier Main Beach CIB genannt, schwere SUVs.
Das Budget der Serie betrug für die 13 Folgen eine Gesamtsumme von 7,8 Millionen A$.

## Besetzung
- Aaron Jeffery als Detective Jack Cross[6]
- Vanessa Gray als Detective Frances "Frankie" Tully
- Simone McAullay als Plain Clothes Constable Jessica McCay
- Bob Morley als Plain Clothes Constable Tony Moretti
- Frankie J. Holden als Inspector Max Nelson

Gastrollen hatten unter anderem Jay Laga'aia, Indiana Evans, Gillian Alexy, Danielle Cormack, Andy Whitfield und Manu Bennett inne.

## Veröffentlichung auf DVD
Das Unternehmen PIDAX film plant, die Serie am 29. Juli 2016 im deutschsprachigen Raum auf DVD zu veröffentlichen.